# Palas (gigante)
En la mitología griega, Palas o Palante (Παλλάς / Pallás) es uno de los gigantes, nacido de la Tierra y el Tártaro Según el mitógrafo Apolodoro había nacido de la unión convencional entre Gea y Urano. Durante la Gigantomaquia, la batalla cósmica de los gigantes con los dioses olímpicos, Palas fue desollado por Atenea que usó su piel como escudo. Aunque el origen del epíteto de Atenea "Palas" es oscuro, de acuerdo a un fragmento de una obra no identificada de Epicarmo (c. 540 y c. 450 aC), Atenea, después de haber usado su piel para su manto, tomó su nombre del gigante Palas. Otro ejemplo de desollamiento lo describe Eurípides. Éste nos habla de la "batalla contra los hijos de la tierra", en la cual Atenea Palas mató a la Gorgona y desde entonces tiene en su espalda la piel de la égida. Los poetas latinos nos dicen que también se llamaba Palas al padre de la propia Atenea, y que éste Palas intentó violar a su hija. En su Gigantomaquia, Claudiano nos dice que Palas fue uno de los gigantes convertidos en piedra por obra de la égida de Atenea. Clemente se refiere a él cuando dice que de Palas y de Titanis o Titánide, hija de Océano, nació Atenea; esta es la que impíamente masacró a su padre y está vestida con la piel paterna, como si fuera un vellón
Palas también fue el nombre de un titán, con el que el gigante se confunde o identifica a veces.